# Ȱ
Cette page contient des caractères spéciaux ou non latins. S’ils s’affichent mal (▯, ?, etc.), consultez la page d’aide Unicode.
Ȱ (minuscule : ȱ), appelé O point suscrit macron, est un graphème utilisé dans l’écriture du live.
Il s'agit de la lettre O diacritée d’un point suscrit et d’un macron.

## Utilisation
En live, ‹ ȱ › se prononce /ʊː/ — ‹ ȯ › représente le son /ʊ/ et le macron indique la longueur.

## Représentations informatiques
Le O point suscrit macron peut être représenté avec les caractères Unicode suivants :
- précomposé (latin étendu B) :

| formes    | représentations | chaînes de caractères | points de code | descriptions                                      |
| --------- | --------------- | --------------------- | -------------- | ------------------------------------------------- |
| capitale  | Ȱ               | Ȱ                     | U+0230         | lettre majuscule latine o point en chef et macron |
| minuscule | ȱ               | ȱ                     | U+0231         | lettre minuscule latine o point en chef et macron |

- décomposé (latin de base, diacritiques) :

| formes    | représentations | chaînes de caractères | points de code       | descriptions                                                           |
| --------- | --------------- | --------------------- | -------------------- | ---------------------------------------------------------------------- |
| capitale  | Ȱ               | O◌̇◌̄                   | U+004F U+0307 U+0304 | lettre majuscule latine o diacritique point en chef diacritique macron |
| minuscule | ȱ               | o◌̇◌̄                   | U+006F U+0307 U+0304 | lettre minuscule latine o diacritique point en chef diacritique macron |